# André Barnowski
André Barnowski (* 19. September 1967) ist ein ehemaliger deutscher Volleyball-Nationalspieler.
André Barnowski spielte vielfach in der Nationalmannschaft für die DDR und Deutschland. Mit dem Bundesligisten SCC Berlin wurde der Zuspieler 1993 Deutscher Meister und 1994 Deutscher Pokalsieger. Danach wechselte er zum Lokalrivalen Post Telekom Berlin und 1999 zum Nachfolgeverein Eintracht Innova Berlin. André Barnowski war mehrfach in den Ranglisten des deutschen Volleyballs vertreten. Von 2001 bis 2012 spielte er bei der SG Rotation Prenzlauer Berg in der Regionalliga und bei den Senioren, mit denen er viermal Deutscher Meister wurde.